# Čermožiše
Čermožiše – wieś w Słowenii, w gminie Žetale. W 2018 roku liczyła 308 mieszkańców.